# Oś miednicy
Oś miednicy – środek geometryczny wszystkich punktów na poziomie każdej płaszczyzny miednicy. Przebiega od płaszczyzny wchodu prostopadle do płaszczyzny cieśni. W okolicy płaszczyzny cieśni zagina się na wysokości linii międzykolcowej do przodu. Następnie przechodzi przez płaszczyznę wychodu poniżej dolnego brzegu spojenia łonowego.